# Liste abgegangener Bauwerke in Lübeck-St. Lorenz Süd
Die Liste abgegangener Bauwerke in Lübeck-St. Lorenz Süd enthält Bauten des Lübecker Stadtteils St. Lorenz Süd, die nicht mehr existieren.
Die Bauwerke sind nach Straßennamen und Hausnummern geordnet, wobei – außer in Ausnahmefällen – die heutige Straßeneinteilung und das heute verwendete Hausnummernschema zugrunde gelegt werden.

## Am Bahnhof
| Adresse und/oder Standort | Bezeichnung                           | Erbaut       | Zerstört            | Besonderheiten und Anmerkungen | Abbildung |
| ------------------------- | ------------------------------------- | ------------ | ------------------- | --- | --------- |
| Am Bahnhof 1–3            | Wohn- und Geschäftshaus Blunck & Sohn | 1920er Jahre | nach 1945, vor 1960 | Runge & Lenschow |           |
| Am Bahnhof 1–3            | Postamt 2                             | 1960/61      | 2001                | Das Postamt 2 am Hauptbahnhof (wegen seiner Lage oft fälschlich als Hauptpost bezeichnet, obwohl Lübeck nie ein Hauptpostamt besaß) wurde 1963 durch Aufstockung erweitert und stand seit 1994 ungenutzt leer. |           |
| Am Bahnhof 7              | Hotel Neuer Bahnhof                   | 1908         | nach 1945           | Auf dem nebenstehenden Bild im Mai 1915 im Hintergrund bei dem Auszug von (Ersatz-)Truppen. |           |
| Am Bahnhof 11             | Wohn- und Geschäftshaus               | vor 1913     | 1942                | |           |

## Am Güterbahnhof
| Adresse und/oder Standort | Bezeichnung                                                 | Erbaut | Zerstört    | Besonderheiten und Anmerkungen | Abbildung |
| ------------------------- | ----------------------------------------------------------- | ------ | ----------- | --- | --------- |
| Am Güterbahnhof 1         | Güterhalle des Güterbahnhofs an der zentralen Verladestraße | 1905   | 2021 / 2023 | Die 400 Meter lange und 17 Meter breite Güterhalle war seit der Schließung des Güterbahnhofs ungenutzt. Im Rahmen der Neugestaltung des Geländes als Wohngebiet Neue Meile ab 2022 sollte sie saniert werden und künftig als Sitz für eine Kindertagesstätte, Büros und Gewerbebetriebe dienen, die Pläne hierfür waren bereits fertiggestellt. In den frühen Morgenstunden des 16. August 2021 wurde das Gebäude jedoch bei einem Brand schwer beschädigt und auf 70 Metern Länge am südlichen Ende vollständig zerstört. Im November 2021 wurden die Ruinen abgebrochen; der Investor beabsichtigte, den erhaltenen nördlichen Abschnitt ab 2023 wie ursprünglich vorgesehen zu sanieren und die vernichteten Teile neu zu errichten. Dies erwies sich jedoch in der Folgezeit als nicht realisierbar. Unter anderem wurde festgestellt, dass die Holzelemente des Bauwerks eine hohe Belastung mit Pentachlorphenol aufwiesen, einer giftigen und mittlerweile verbotenen Chemikalie. Zudem zeigte sich, dass das Ziegelmauerwerk und die Betonrampen irreparabel marode waren und weder einen wirksamen Feuchtigkeitsschutz noch eine zeitgemäße Wärmedämmung zuließen. Aus diesem Grund erfolgte im Mai 2023 der Abbruch des verbliebenen Nordteils der Halle. Es ist geplant, an derselben Stelle einen Neubau in gleichen Ausmaßen zu errichten, der sich Form und Erscheinungsbild an der Originalhalle orientiert. |           |

## Beim Retteich
| Adresse und/oder Standort | Bezeichnung             | Erbaut | Zerstört | Besonderheiten und Anmerkungen | Abbildung |
| ------------------------- | ----------------------- | ------ | -------- | --- | --------- |
| Beim Retteich 10          | Betriebsgebäude des ZOB | 1973   | 2021     | Am 11. Januar 2021 begann der Abbruch des bereits lange nicht mehr für seinen ursprünglichen Zweck genutzten Gebäudes, um Platz für den Neubau eines Hotels zu schaffen. |           |

## Blumenstraße
| Adresse und/oder Standort | Bezeichnung                      | Erbaut                 | Zerstört | Besonderheiten und Anmerkungen | Abbildung |
| ------------------------- | -------------------------------- | ---------------------- | -------- | --- | --------- |
|                           | Bäckerbuden, später Gärtnerkaten | 1585 oder wenig später | 1959     | 1585 erhielten die Lübecker Bäcker vom Rat ein stadteigenes Areal vor dem Holstentor zugewiesen, auf dem sie elf Schweinekoben anlegen und mit nicht verkauftem Brot Schweine mästen konnten. Als Unterkunft für die Schweinehirten und ihre Familien wurde unmittelbar nordwestlich des heutigen Lindenplatzes ein traufständiger Reihenbau mit Kleinwohnungen errichtet, der ursprünglich Bäckerbuden genannt wurde, aber später, als das Gebiet von Gärtnereien genutzt wurde, als Gärtnerkaten bekannt war. Aufgrund der gärtnerischen Nutzung erhielt die hier verlaufende kurze Straße bei ihrer Widmung 1887 den Namen Blumenstraße. 1959 wurde die Blumenstraße aufgehoben und die Gärtnerkaten wurden abgebrochen, um Platz für den Bau des Postamtes zu schaffen. |           |

## Fackenburger Allee(Hausnummern 1–7 ungerade sowie 2-2z gerade)
| Adresse und/oder Standort                                                | Bezeichnung       | Erbaut | Zerstört     | Besonderheiten und Anmerkungen | Abbildung |
| ------------------------------------------------------------------------ | ----------------- | ------ | ------------ | --- | --------- |
| Ohne Nummer (entspricht den alten Hausnummern 7 und 8)                   | Bahnhofsbrücke    | 1907   | 2021/2022    | Die 72 Meter lange stählerne Bahnhofsbrücke war 1907 errichtet worden, um die Fackenburger Allee über die Gleisanlagen des neuen Hauptbahnhofs zu führen. Im Brückenzustandsbericht von 2008 wurde festgestellt, dass das stark beanspruchte Bauwerk aufgrund von Materialalterung, erheblich gewachsenen Belastungen und Instandhaltungsversäumnissen erhebliche Mängel aufwies. Eine umfassende Sanierung wurde nicht als praktikabel und finanziell tragbar betrachtet, so dass der Beschluss zum völligen Neubau erfolgte. Um die als Hauptverkehrsader wichtige Fackenburger Allee nicht über einen erheblichen Zeitraum vollständig sperren zu müssen, wurde ein etappenweises Vorgehen geplant: In der Nacht vom 2. auf den 3. Mai 2021 begannen die Abbrucharbeiten an den beiden östlichen Fahrspuren; der gesamte Verkehr wurde über die vorerst verbleibenden zwei westlichen Spuren geleitet. Dann entstand die erste Hälfte des Brückenneubaus, die am 1. November 2022 eröffnet wurde. Nunmehr wurde die Osthälfte der alten Brücke gesperrt; ihr Abbruch erfolgte vom 10. bis zum 28. November 2022. Nach der Fertigstellung der neuen Ostseite wurde die bereits bestehende neue Westhälfte, die aus bautechnischen Gründen leicht versetzt zum eigentlichen Straßenverlauf errichtet wurde, so dass hier eine temporäre Verschwenkung der Fackenburger Allee bestand, am 18. Mai 2024 um sieben Meter verschoben, so dass beide Hälften zu einem Gesamtbauwerk zu vereinigt wurden. Die Verkehrsfreigabe der neuen Bahnhofsbrücke ist für den 13. Oktober 2024 geplant. |           |
| Fackenburger Allee 2b                                                    | Hotel Schützenhof |        | 1990er Jahre | Das Gebäude beherbergte zuletzt ein Bordell. In dem Hotel unmittelbar neben den Gleisanlagen des Hauptbahnhofs zog einst Franz Kafka bei seinem Zwischenstopp in der Stadt im Jahr 1914. In seinen Aufzeichnungen gab er es fälschlich als Hotel Schützenhaus an. Er zog nach einer Nacht um in das Hotel Kaiserhof an der Untertrave. |           |
| Fackenburger Allee 5 (vor 1884: Bürger-Schützenhof, Vorstadt St. Lorenz) | Bürgerschützenhof | 1836   | 1903         | Seit Gründung 1558 mehrfach neu errichtet. Für den Bau des neuen Hauptbahnhofs abgebrochen. |           |
| Fackenburger Allee 7–9                                                   |                   | 1870   | 1905         | Die spätklassizistische Villa war vom seinerzeitigen Lübecker Stararchitekten Julius Grube für Ludwig Possehl errichtet worden und war später Residenz von Emil Possehl. 1905 musste das Gebäude dem Bau des neuen Hauptbahnhofs weichen. |           |

## Konrad-Adenauer-Straße(bis 1967Bahnhofstraße)
| Adresse und/oder Standort                | Bezeichnung | Erbaut | Zerstört     | Besonderheiten und Anmerkungen                                         | Abbildung |
| ---------------------------------------- | ----------- | ------ | ------------ | ---------------------------------------------------------------------- | --------- |
| Konrad-Adenauer-Straße (Bahnhofstraße) 1 |             | 1909   | 1980er Jahre | Obst- und Gemüse-Handel; zuletzt ein China-Restaurant und ein Sexshop. |           |

## Hansestraße
| Adresse und/oder Standort            | Bezeichnung | Erbaut | Zerstört | Besonderheiten und Anmerkungen | Abbildung |
| ------------------------------------ | ----------- | ------ | -------- | --- | --------- |
| Hansestraße 2                        |             | 1870   | 2018     | Die spätklassizistische Villa an der Ecke von Hansestraße und Lindenplatz wurde am 2. Mai 2018 abgebrochen, um Platz für eine Neubebauung am ZOB zu schaffen. |           |
| Hansestraße 16/26 (1902 Hansastraße) |             | 1901   |          | Remise und Turnsaal am Steiger-Turm der einstigen St. Lorenz-Feuerwache                                                                                       |           |

## Lindenplatz
| Adresse und/oder Standort                                           | Bezeichnung         | Erbaut          | Zerstört | Besonderheiten und Anmerkungen | Abbildung |
| ------------------------------------------------------------------- | ------------------- | --------------- | -------- | --- | --------- |
|                                                                     | Holstentorwache     | 1782            | 1881     | Errichtet vom Ratsbaumeister Johann Franz Soherr |           |
|                                                                     | OLEX-Tankstelle     | 1924            |          | |           |
| Lindenplatz 7 (vor 1884: Vorstadt St. Lorenz am Wege nach Nebenhof) | Café Lindenpavillon | 19. Jahrhundert | 1960     | Das Gebäude befand sich ursprünglich als Wohnhaus in Besitz von Johann Carl Joseph von Melle (1782–1860), Pastor an St. Lorenz, und war nach seinem Tod Wohnsitz seiner Witwe. Später gelangte es in Besitz eines Lehrers namens Hupe, bei dem Thomas Mann vermutlich im Frühjahr und Sommer 1892 zur Untermiete wohnte. Nach der gastronomischen Nutzung in der 1. Hälfte des 20. Jahrhunderts beherbergte das Haus nach dem Zweiten Weltkrieg die Geschäftsstelle und das Archiv der Landsmannschaft Westpreußen in Lübeck, bis es für den Bau eines Postamts abgebrochen wurde. |           |
| Lindenplatz 10                                                      | Autohaus Lorenzen   | 1924            | 2024     | Der Komplex am Lindenplatz, 1924 für den Ford-Händler Otto Lipp errichtet, war ein frühes Beispiel für ein zweckbestimmt konzipiertes Autohaus mit Ausstellungsräumen, Werkstatthalle und Tankstelle. Nachdem 2005 der Nachfolgebetrieb Autohaus Christian Lorenzen den Standort aufgegeben hatte, sah die Anlage verschiedene Nachnutzungen, unter anderem als House-Club, Parkplatz und temporäre Einzelhandelsfläche, ehe sie schließlich endgültig leerstand. Der Abriss zugunsten der Errichtung eines Bürohauses war bereits längere Zeit vorgesehen, verzögerte sich aber über Jahre hinweg wegen Bedenken um die Auswirkungen des Neubaus auf den Blick auf die Altstadt. Nach finalen Anpassungen der Bauentwürfe begann am 3. Juli 2024 der Abbruch des früheren Autohauses. |           |

## Lindenstraße
| Adresse und/oder Standort | Bezeichnung                     | Erbaut    | Zerstört | Besonderheiten und Anmerkungen | Abbildung |
| ------------------------- | ------------------------------- | --------- | -------- | --- | --------- |
| Lindenstraße 19           | Colonialwaren Heinrich Jacobsen | nach 1871 |          | Das Haus ist größtenteils abgegangen: Die oberen Stockwerke wurden zu einem bislang nicht ermittelten Zeitpunkt abgetragen und das verbleibende Erdgeschoss mit einem Dach versehen, so dass heute nur noch ein ebenerdiges Restgebäude verblieben ist. |           |

## Nebenhofstraße
| Adresse und/oder Standort | Bezeichnung       | Erbaut | Zerstört | Besonderheiten und Anmerkungen | Abbildung |
| ------------------------- | ----------------- | ------ | -------- | ------------------------------ | --------- |
| Nebenhofstraße 9-9a       | Konzerthaus Flora | 1905   | 1942     |                                |           |

## Moislinger Allee(Hausnummern 1–121 und 2–154z)
| Adresse und/oder Standort                                                | Bezeichnung                       | Erbaut | Zerstört | Besonderheiten und Anmerkungen | Abbildung |
| ------------------------------------------------------------------------ | --------------------------------- | ------ | -------- | --- | --------- |
| Moislinger Allee 9                                                       | Gasanstalt                        | 1854   | 1923/24  | Die erste Gasanstalt Lübecks. |           |
| Moislinger Allee 18a (vor 1884: Vorstadt St. Lorenz auf dem Reuterkruge) | Reuterkrug                        | 1655   | 1904     | |           |
| Moislinger Allee 18a                                                     | Holstentor-Lichtspiele            | 1906   | 1980     | 1906 in Jugendstilformen als Operettentheater Hansa-Theater errichtet, 1925 zum Kino Hansatheater-Lichtspiele umgebaut, 1929 in Delta-Palast umbenannt und von 1952 bis zur Schließung 1980 Holstentor-Lichtspiele |           |
| Moislinger Allee 222                                                     | Wasserturm Vereinsbrauerei Lübeck | 1900   | 5/2017   | Werksgelände der ehemaligen Vereinsbrauerei Lübeck |           |

## Bahngebäude
| Adresse und/oder Standort                                     | Bezeichnung                                | Erbaut | Zerstört    | Besonderheiten und Anmerkungen | Abbildung |
| ------------------------------------------------------------- | ------------------------------------------ | ------ | ----------- | ------------------------------ | --------- |
| am Ende der „neuen“ Straße „Am Güterbahnhof“ (Benennung 2021) | Ringlokschuppen                            |        | August 2019 |                                |           |
| Am Güterbahnhof                                               | ehemalige Posthallen                       |        | Juni 2019   |                                |           |
| nahe Seitenstraße 13/15                                       | ehemaliges Stellwerk „La“                  |        |             |                                |           |
| nördl. Eisenbahnbrücke Moislinger Allee                       | ehemaliges Stellwerk „Stm“                 |        |             |                                |           |
| Mönkhofer Weg 195                                             | ehemaliges Stellwerk „Abzweiger Stecknitz“ |        |             |                                |           |
| Gneversdorfer Weg                                             | ehemaliges Stellwerk „Trv“                 |        |             |                                |           |
|                                                               | ehemalige Bahnbetriebswerk-Verwaltung      |        | 2019        |                                |           |
|                                                               | ehemalige Bahnbetriebswerk-Kantine         |        | 2019        |                                |           |
|                                                               | LEU-Schuppen                               | 1906   | 2/2021      |                                |           |